# 심피에조미터
심피에조미터(Sympiesometer)는 2개의 피토 관이 서로 마주 본 형태로 된 입구를 가지며, 역U자관에 의해서 이들의 상단 부분이 연결되어 있는 기구로, 흐르는 물의 유속을 측정하는데 사용된다.